# Wicca

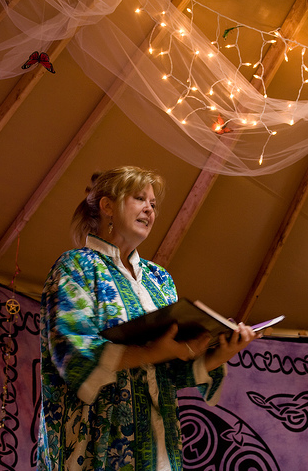
Sacerdotessa wiccana.

Wicca és una religió o un seguit de creences neopaganes, fou desenvolupada a Anglaterra durant la primera meitat del segle xx, es va popularitzar durant la dècada de 1950 i a principis de 1960, per Gerald Gardner. Es basa en la creença en dos déus duals als quals es pot invocar amb rituals màgics, sovint emprant objectes específics com l'athame.
Les celebracions de la wicca segueixen els cicles de la Lluna, celebrats en uns festivals coneguts com a sabbats de bruixes, i que estan dedicats a un mascle cabrit. Aquests festivals, estan associats amb la Deessa, i amb els cicles del Sol, sobre la base de les estacions de l'any.
La Rede Wicca, un poema anònim, és una expressió popular de la moralitat wiccana. Les pràctiques de la wicca solen incloure la màgia ritual, si bé no sempre és necessària o practicada. Dins la wicca hi ha diverses branques.

## Definició
Els estudiosos d'afers religiosos classifiquen la Wicca com un nou moviment religiós,i més concretament com una forma de paganisme modern. Es diu que és la forma de paganisme més gran, millor coneguda, més influent i més àmpliament estudiada acadèmicament. Es estudis del moviment la situen en l'extrem de l'anterior espectre d'eclèctic a reconstruccionista. Diversos acadèmics també han classificat Wicca com una forma de religió de la naturalesa, un terme que també abracen molts dels seus practicants i com a religió mistèrica. No obstant això, atès que la Wicca també incorpora la pràctica de la màgia, diversos estudiosos s'hi han referit com una "màgico-religió". La wicca és també una forma d'esoterisme occidental, i més concretament una part del corrent esotèric conegut com a ocultisme. Acadèmics com Wouter Hanegraaff i Tanya Luhrmann han classificat Wicca com a part de la Nova Era, tot i que altres acadèmics, i molts dels mateixos wiccans, discuteixen aquesta categorització.
Tot i que reconeguda com a religió per acadèmics, alguns cristians evangèlics han intentat negar-li el reconeixement legal com a tal, mentre que alguns practicants wiccans renuncien al terme "religió" –associant aquest darrer amb la religió organitzada–, preferint el terme "espiritualitat" o "manera de vida ". Tot i que la Wicca com a religió és diferent de les altres formes del paganisme contemporani, hi ha hagut molta "fecundació creuada" entre aquestes diferents fes paganes; per tant, la Wicca ha influït i ha estat influenciada per altres religions paganes, de manera que es fa més difícil per als estudiosos de religions distingir-les entre elles. Els termes mag i bruixot es desaconsellen a la comunitat. A la Wicca, es denominen tradicions a les confessions o corrents wiquistes, mentre que els no wicans sovint els denominen cowans.
En l'actualitat les diferents tradicions s'ajunten en covens / Aquelarres o realitzen una práctica solitaria.
A Catalunya en podem trobar diferents Covens com "Boires de Ponent" a Lleida o "Avalon" a Barcelona.